# Gilberto Keb Baas
Gilberto José Keb Baas (ur. 21 października 1977 w Hunucmie) – meksykański bokser, były zawodowy mistrz świata wagi junior muszej (do 108 funtów) organizacji WBC.
Karierę zawodową rozpoczął 18 listopada 1995. Do czerwca 2000 stoczył 25 walk, z których wygrał 18, 6 przegrał a 1 zremisował. W tym okresie zdobył tytuł NABA w wadze muszej.
15 grudnia 2000 stanął przed szansą zdobycia tytułu mistrza świata organizacji WBA w wadze muszej. Przegrał jednogłośnie na punkty z Portorykańczykiem Erikiem Morelem. Po kilkunastu walkach toczonych ze zmiennym szczęściem (m.in. porażka o tytuł NABF z przyszłym mistrzem WBC, WBF i WBO Amerykaninem Brianem Vilorią) i zdobyciu tytułu WBC Continental Americas stanął do pojedynku o tytuł mistrza WBC w wadze muszej. 16 lutego 2006 przegrał jednogłośnie na punkty z wieloletnim posiadaczem tego tytułu Tajem Pongsaklekiem Wonjongkamem.
Po kolejnych kilkunastu walkach (m.in. porażki z rodakami, przyszłymi mistrzami świata Edgarem Sosą i Adriánem Hernándezem) i zdobyciu wakującego tytułu WBC FECARBOX otrzymał szansę ponownej walki o tytuł WBC, tym razem w wadze junior muszej, z rodakiem Omarem Niño Romero. 6 listopada 2010 w Meridzie wygrał niejednogłośną decyzją sędziów i został nowym mistrzem świata.
Do pierwszej obrony tytułu doszło 26 lutego 2011. Wygrał przez techniczny nokaut w 9r z byłym mistrzem WBC w wadze słomkowej, rodakiem Jose Antonio Aguirre. W kolejnej walce spotkał się, 30 kwietnia, z Adrianem Hernandezem i przegrał z nim ponownie (spotkali się w roku 2008) przez techniczny nokaut w 11r (walkę przerwał lekarz) tracąc tytuł.